# Bezpečnostní pětka
Bezpečnostní pětka nebo krajská bezpečnostní pětka, zkratka KB-5 (slovensky bezpečnostná päťka nebo krajská bezpečnostná päťka) bylo označení pro bezpečnostní komise, které působily při krajských národních výborech v ČSR v letech 1949–1951 za účelem dohlížení na „z politického hlediska důležitou“ bezpečnostní a trestní agendu.
Prostřednictvím těchto komisí byly krajské správně a stranické struktury propojené na nejvyšší vedení Komunistické strany Československa (KSČ). Jejich úkolem byl zejména dohled nad přípravou politických procesů celokrajského významu a důležitými okresními procesy. Tvořil je krajský politický tajemník KSČ, bezpečnostní referent krajského národního výboru, krajští velitelé Státní bezpečnosti (StB) a Veřejné bezpečnosti (VB) a krajský bezpečnostní tajemník KSČ.

## Ústřední bezpečnostní pětka
Jako Bezpečnostní pětka Ústředního výboru KSČ se od roku 1946 označoval ústřední orgán KSČ, který řídil bezpečnostní politiku strany, zaměřenou na úplné ovládnutí bezpečnostního aparátu státu. Jeho členy byli generální tajemník KSČ Rudolf Slánský, ministr vnitra Václav Nosek, vedoucí bezpečnostního oddělení ÚV KSČ Karel Šváb, straničtí funkcionáři a později přední představitelé StB Jindřich Veselý a Josef Pavel.
Termínem ústřední bezpečnostní pětka (zkratka B5) se označovala Bezpečnostní komise ÚV KSČ, která se etablovala jako mocenské centrum ve státě po únorovém převratu a monopolizaci státní moci KSČ v roce 1948. Tvořil ji generální tajemník KSČ Rudolf Slánský, vedoucí bezpečnostního oddělení ÚV KSČ Karel Šváb, velitel StB Jindřich Veselý, vedoucí kádrového odboru ÚV KSČ Ladislav Kopřiva a ministr národní obrany Alexej Čepička.